# Memphis Grizzlies 2015-2016
La stagione 2015-16 dei Memphis Grizzlies fu la 21ª nella NBA per la franchigia.
I Memphis Grizzlies arrivarono terzi nella Southwest Division della Western Conference con un record di 42-40. Nei play-off persero al primo turno con i San Antonio Spurs (4-0).

## Draft
| Giro | Scelta | Giocatore     | Ruolo | Naz.                   | Università/Squadra |
| ---- | ------ | ------------- | ----- | ---------------------- | ------------------ |
| 1    | 25     | Jarell Martin | AG    | Stati Uniti (bandiera) | LSU Tigers         |

## Roster
| N° | Naz.                   | Ruolo | Sportivo         | Anno | Alt. | Peso |
| -- | ---------------------- | ----- | ---------------- | ---- | ---- | ---- |
| 0  | Stati Uniti (bandiera) | A     | JaMychal Green   | 1990 | 203  | 103  |
| 1  | Stati Uniti (bandiera) | A     | Lance Stephenson | 1990 | 196  | 104  |
| 1  | Stati Uniti (bandiera) | A     | Jarnell Stokes   | 1994 | 206  | 119  |
| 2  | Stati Uniti (bandiera) | G     | Russ Smith       | 1991 | 183  | 75   |
| 2  | Stati Uniti (bandiera) | G     | Brianté Weber    | 1992 | 188  | 75   |
| 3  | Stati Uniti (bandiera) | G     | Jordan Adams     | 1994 | 196  | 100  |
| 4  | Stati Uniti (bandiera) | G     | Jordan Farmar    | 1986 | 188  | 82   |
| 5  | Stati Uniti (bandiera) | G     | Courtney Lee     | 1985 | 196  | 91   |
| 5  | Stati Uniti (bandiera) | G     | Ray McCallum     | 1991 | 191  | 86   |
| 6  | Stati Uniti (bandiera) | G     | Mario Chalmers   | 1986 | 188  | 86   |
| 7  | Stati Uniti (bandiera) | C     | Chris Andersen   | 1978 | 208  | 111  |
| 8  | Stati Uniti (bandiera) | G     | Bryce Cotton     | 1992 | 185  | 75   |
| 8  | Stati Uniti (bandiera) | A     | James Ennis      | 1990 | 201  | 95   |
| 9  | Stati Uniti (bandiera) | G     | Tony Allen       | 1982 | 193  | 97   |
| 10 | Stati Uniti (bandiera) | A     | Jarell Martin    | 1994 | 208  | 108  |
| 11 | Stati Uniti (bandiera) | G     | Mike Conley      | 1987 | 185  | 82   |
| 14 | Stati Uniti (bandiera) | G     | Xavier Munford   | 1992 | 191  | 82   |
| 15 | Stati Uniti (bandiera) | G     | Vince Carter     | 1977 | 198  | 100  |
| 19 | Stati Uniti (bandiera) | A     | P.J. Hairston    | 1992 | 198  | 104  |
| 19 | Slovenia (bandiera)    | G     | Beno Udrih       | 1982 | 191  | 93   |
| 20 | Stati Uniti (bandiera) | AC    | Ryan Hollins     | 1984 | 213  | 109  |
| 22 | Stati Uniti (bandiera) | A     | Matt Barnes      | 1980 | 206  | 103  |
| 25 | Stati Uniti (bandiera) | G     | Elliot Williams  | 1989 | 196  | 86   |
| 32 | Stati Uniti (bandiera) | A     | Jeff Green       | 1986 | 206  | 107  |
| 33 | Spagna (bandiera)      | C     | Marc Gasol       | 1985 | 216  | 120  |
| 34 | Stati Uniti (bandiera) | A     | Brandan Wright   | 1987 | 208  | 95   |
| 35 | Stati Uniti (bandiera) | A     | Alex Stepheson   | 1987 | 208  | 122  |
| 50 | Stati Uniti (bandiera) | A     | Zach Randolph    | 1981 | 206  | 115  |

## Staff tecnico
- Allenatore: Dave Joerger
- Vice-allenatori: Elston Turner, Jeff Bzdelik, Bob Thornton, Shawn Respert, Duane Ticknor, Jason March
- Vice-allenatore per lo sviluppo dei giocatori: John Townsend
- Preparatore atletico: Drew Graham
- Assistente preparatore: John Faltus

## Classifiche

### Southwest Division
| Pos | Squadra           | V  | P  | PCT  | GB   | C     | T     | DIV  | PG |
| --- | ----------------- | -- | -- | ---- | ---- | ----- | ----- | ---- | -- |
| 1.  | San Antonio Spurs | 67 | 15 | .817 | -    | 40-1  | 27-14 | 15-1 | 82 |
| 2.  | Dallas Mavericks  | 42 | 40 | .512 | 25.0 | 23-18 | 19-22 | 7-9  | 82 |
| 3.  | Memphis Grizzlies | 42 | 40 | .512 | 25.0 | 26-15 | 16-25 | 7-9  | 82 |
| 4.  | Houston Rockets   | 41 | 41 | .500 | 26.0 | 23-18 | 18-23 | 8-8  | 82 |
| 5.  | N.O. Pelicans     | 30 | 52 | .366 | 37.0 | 21-20 | 9-32  | 4-12 | 82 |

### Western Conference
| Pos                 | Squadra             | V  | P  | PCT  | GB   | PG |
| ------------------- | ------------------- | -- | -- | ---- | ---- | -- |
| 1.                  | G.S. Warriors*      | 73 | 9  | .890 | -    | 82 |
| 2.                  | San Antonio Spurs*  | 67 | 15 | .817 | 6.0  | 82 |
| 3.                  | Oklahoma Thunder*   | 55 | 27 | .671 | 18.0 | 82 |
| 4.                  | L.A. Clippers       | 53 | 29 | .646 | 20.0 | 82 |
| 5.                  | Portland T. Blazers | 44 | 38 | .537 | 29.0 | 82 |
| 6.                  | Dallas Mavericks    | 42 | 40 | .512 | 31.0 | 82 |
| 7.                  | Memphis Grizzlies   | 42 | 40 | .512 | 31.0 | 82 |
| 8.                  | Houston Rockets     | 41 | 41 | .500 | 32.0 | 82 |
| Escluse dai playoff |                     |    |    |      |      |    |
| 9.                  | Utah Jazz           | 40 | 42 | .488 | 33.0 | 82 |
| 10.                 | Sacramento Kings    | 33 | 49 | .402 | 40.0 | 82 |
| 11.                 | Denver Nuggets      | 33 | 49 | .402 | 40.0 | 82 |
| 12.                 | N.O. Pelicans       | 30 | 52 | .366 | 43.0 | 82 |
| 13.                 | Minnesota T'wolves  | 29 | 53 | .354 | 44.0 | 82 |
| 14.                 | Phoenix Suns        | 23 | 59 | .280 | 50.0 | 82 |
| 15.                 | L.A. Lakers         | 17 | 65 | .207 | 56.0 | 82 |